# أبيمديون قليل الأزهار
أبيمديون قليل الأزهار (الاسم العلمي: Epimedium pauciflorum) هو نوع من النباتات يتبع جنس الأبيمديون من الفصيلة البرباريسية.